# Cis maurus
Cis maurus là một loài bọ cánh cứng trong họ Ciidae. Loài này được Peyerimhoff miêu tả khoa học năm 1915.